# Storilus
Storilus es un género de foraminífero bentónico considerado un sinónimo posterior de Cibicides de la subfamilia Cibicidinae, de la familia Cibicididae, de la superfamilia Planorbulinoidea, del suborden Rotaliina y del orden Rotaliida. Su especie tipo era Storilus radiatus. Su rango cronoestratigráfico abarcaba el Holoceno.

## Clasificación
Storilus incluye a la siguiente especie:
- Storilus radiatus